# Überproduktionskrise
In der marxistisch-leninistischen Gesellschaftstheorie ist die Überproduktionskrise (Absatzkrise) eine gesetzmäßig wiederkehrende Wirtschaftskrise des Kapitalismus und des Imperialismus, weil die sog. „Anarchie des Marktes“ dazu führe, dass das Kapital immer wieder zu viele Waren, im Vergleich zur kaufkräftigen Nachfrage nach Gütern, produziere.

## Die Theorie
Ursache dieser Krise sei der im Laufe der Zeit immer größer werdende Widerspruch zwischen privater Aneignung der Produktionsgewinne und dem gesellschaftlichen Charakter der Produktion. ("Das Volk bekommt immer weniger vom Profit" – streng wissenschaftlich ist damit gemeint, dass ein immer größerer Teil des Volkseinkommens Profit ist.)
Dieser Gegensatz führe im Verlaufe des Wachstums der Arbeitsproduktivität durch Automatisierung, Rationalisierung, Effizienzsteigerung, Lohndumping, Arbeitszeiterhöhungen, unbezahlte Überstunden, Billiglohnkräfte, Sonderschichten usw. in allen Bereichen der Volkswirtschaft zu einer Produktion mit immer weniger Arbeitskräften, so dass gleichzeitig die Kaufkraft der produzierenden Bevölkerung immer weiter abnimmt und die Eigentümer der Produktionsmittel, die Kapitalisten, immer weniger Produkte verkaufen können. (Denn die durch Entlassungen kurzfristig angestiegenen Gewinne werden vom Kapitalisten privat angeeignet und nicht an die von ihm wegrationalisierten Arbeitskräfte weitergegeben.) So betrachtet ist Überproduktionskrise auch ein Synonym für Unterkonsumtionskrise.
Es würde dann mehr produziert als verkauft werden kann, wodurch die Produktion eingeschränkt wird, weitere Arbeitskräfte entlassen werden, deren Kaufkraft dann auch sinkt, so dass ein sich selbst verstärkender Teufelskreis entsteht.

### Die von der Theorie angenommenen Reaktionen
Die Kapitalisten und die marktwirtschaftlich orientierten Politiker versuchen gemäß dieser Theorie zunächst, diese Überproduktion durch Preissenkungen, Lohnsenkungen und vorwiegend durch Ausweitung des Exportes in andere Länder zu überwinden. Dies ist jedoch während einer Weltwirtschaftskrise nicht mehr möglich, da dann in nahezu allen Ländern eine zu geringe Kaufkraft entstanden ist.
Ein nächster Schritt des Kapitalismus könne dann eine gewaltsame Eroberung neuer Märkte und Rohstoffquellen sein, sowie die massenhafte gewaltsame Vernichtung von früher produzierten Werten mittels Krieg oder Bürgerkrieg, um die Nachfrage nach Waren und Erzeugnissen wieder zu steigern. Gleichzeitig steigt die Nachfrage nach Rüstungsgütern, der Unterdrückungs- und Ausbeutungsapparat kann im Inland ohne große Erklärungsnot ausgeweitet werden und überflüssige unzufriedene Arbeitskräfte kann das System durch Kriegseinsatz abschieben und töten lassen.

### Die von der Theorie angenommene Folge
Vor oder spätestens nach einem solchen Krieg oder Weltkrieg würde aber zumeist ein verlustloser friedlicher Weg begangen werden, denn wenn die private Aneignung der Gewinne durch eine gesellschaftliche Aneignung ersetzt würde (durch Steuererhöhungen und Enteignungen für Kapitalisten, Verstaatlichungen), könne dieser Teufelskreis schnell durchbrochen werden.

## Historischer Hintergrund und empirische Bewertung
Der Hintergrund dieser zentralen marxistisch-leninistischen Theorie war die Beobachtung der Konjunkturzyklen und die Politik des Imperialismus des 19. Jahrhunderts. Aus der Feststellung, dass im Konjunkturabschwung die Produktion höher lag, als in der optimistischen Annahme des Aufschwungs (Schweinezyklus) und der Hoffnung der damaligen Kolonialpolitik, neue Märkte exklusiv für die Kolonialmacht zu erschließen, entstand die Theorie von der Überproduktionskrise. Diese Theorie ist die Basis der marxistisch-leninistischen Vorstellung vom Imperialismus als besondere Entwicklungsstufe (Stadium) des Kapitalismus. Nach Lenin sei zudem die staatsmonopolistische Phase dieses Imperialismus (Stamokap) die letzte Phase des Kapitalismus überhaupt.

## Einzelnachweis
1. ↑  Tobias ten Brink: Geopolitik - Geschichte und Gegenwart kapitalistischer Staatenkonkurrenz. Westfälisches Dampfboot, Münster 2008, ISBN 978-3-89691-123-0, S. 96, Fußnote 55.